# Рибалчине
Риба́лчине (до 2025 — Рибалкине) — село в Україні, у Вовчанській міській громаді Чугуївського району Харківської області. Населення становить 3 особи. Орган місцевого самоврядування — Охрімівська сільська рада.

## Географія
Село Рибалчине знаходиться за 2 км від правого берега річки Вовча, на кордоні з Росією, за 2,5 км розташоване село Мала Вовча, поряд з селом кілька невеликих лісових масивів.

## Історія
На сайті Верховної ради України дата заснування села Рибалкине вказана як 1920 рік, однак згадки про нього містяться в ряді джерел XIX століття. У середині XIX століття хутір Єлизаветине Вовчанського повіту Харківської губернії знаходився у володінні Алексіса-Бориса барона де Сердобина (1818—?). У 1885 році землями тут володіли його дочки — баронеси Єлизавета Олексіївна Сердобина (у шлюбі Нагельмакерс; 1854—1924) та Анастасія Олексіївна Сердобина (у шлюбі Даванс). У Списку населених місць Харківської губернії за відомостями 1864 року хутір значиться під назвою Єлизаветська (у списку також вказані два його альтернативних назви: Рибальськ і Неклюдовський); 14 дворів, населення — 142 особи (72 чоловіки та 70 жінок). На військовій карті кінця XIX століття Рибалкине значиться як хутір Єлизаветівка (Рибальськ).
12 червня 2020 року, відповідно до Розпорядження Кабінету Міністрів України  № 725-р «Про визначення адміністративних центрів та затвердження територій територіальних громад Харківської області», увійшло до складу Вовчанської міської громади.
19 липня 2020 року, в результаті адміністративно-територіальної реформи та ліквідації Вовчанського району, село увійшло до складу Чугуївського району.
05 червня 2025 року відповідно до Постанови Верховної Ради України № 4483-IX село Рибалкине було перейменовано на село Рибалчине. Постанова набула чинності 18 червня 2025 року.